# Кад краве полуде
Кад краве полуде (енгл. Barnyard) је 2006. рачунарски анимирани комични филм у продукцији O Entertainment, а у дистрибуцији Paramount Pictures и Nickelodeon Movies. Филм је режирао, продуцирао и написао Стеве Оедекерк.